# Никонова, Наталья Михайловна
Наталья Михайловна Никонова (19 мая 1940, Москва — 7 декабря 1996, Москва) — советская актриса театра и кино.

## Биография
Родилась 19 мая 1940 года в Москве в творческой семье. 
Училась в средней школе № 29, которую окончила в 1957 году. После чего решила поступить на актёрский факультет Школы-студии МХАТ и стала учиться на курсе у Г. А. Герасимова и А. М. Караева. Много играла на театральной сцене Театра на Бронной. В составе труппы театра состояла с 1962 по 1988 год.
Ещё на последнем курсе МХАТа успела сыграть свою первую кинометографическую роль доярки Ксюши в фильме «Половодье». Всего в кино у Никоновой было около 12 ролей. 
Пристрастившись к алкоголю и из-за возникшей зависимости женщина почти осталась без работы. Неоднократно родственники клали Никонову на лечение, но всё было безрезультатно и «всё возвращалось на круги своя». 
7 декабря 1996 года вместе со своим третьим мужем Олегом в состоянии сильного алкогольного опьянения погибла при пожаре в собственной московской квартире.
Похоронена в Московской области на Николо-Архангельском кладбище вместе с мужем.

## Семья
Отец — Михаил Семёнович Никонов (1911—1964), театральный администратор. Похоронен в Москве на Новодевичьем кладбище (участок №6).
Мать — Валентина Александровна Сперантова (1904—1978), советская актриса театра и кино, Народная артистка СССР. Похоронена в Москве на Новодевичьем кладбище рядом с мужем (участок № 6).
Двоюродная сестра — Елена Юрьевна Миллиоти (род. 1937), актриса театра и кино, Заслуженная артистка РСФСР. С 1962 года - актриса Московского театра "Современник".
Была трижды замужем. Родила дочь Валентину.

## Фильмография
- 1962 — Половодье — доярка Ксюша
- 1963 — Левашов — санитарка
- 1967 — Машенька Беленькая — Маша (главная роль)
- 1969 — Пещерные люди — девушка
- 1969 — Сесиль умерла — участие
- 1970 — Борис Годунов. Сцены из трагедии — хозяйка
- 1970 — Осторожно, Брысилин! — участие
- 1971 — За каменной стеной — участие
- 1972 — Следствие ведут знатоки (дело № 7) — Валя
- 1973 — Всего несколько слов в честь господина де Мольера — участие
- 1973 — Трибунал — Зина
- 1974 — Свадьба как свадьба — Женя

## Оценочные мнения
В Театре на Бронной спустя годы театральных выступлений, большой занятости в театре так и не получила. У артистки были хорошие внешние данные, лиричность, трогательность по мнению киноведа А. Тремасова. Также было отмечено, что её мать называла дочку Бубенчиком, женщина прививала Наталье хороший вкус, в доме была большая библиотека, благодаря которой будущая артистка полюбила литературу, выучила и знала много стихов.